# Miko Mission
Miko Mission, artiestennaam van Pier Michele Bozzetti (Alessandria, 22 juni 1945), is een Italiaanse zanger.

## Biografie
Miko Mission begon in 1983 eerst onder de projectnaam Loopside en bracht toen de single "Starman" uit. Deze werd echter niet zo'n succes als verwacht, dus bracht hij in 1984 onder Miko Mission weer een single uit, "How Old Are You" genaamd. Deze werd een hit. Hierna volgden nog "The World Is You" (1984) en "Two For Love" (1985) en deze werden ook een grote hit. In Nederland heeft hij, zover de hitlijsten laten zien, geen hits gehad. In zijn geboorteland Italië was hij populair. "Two For Love" lijkt op veel punten op de muziek van het Duitse duo Modern Talking, dat ook in 1985 werd opgericht. Pier Michele Bozzetti was ook bekend om zijn opvallende uiterlijk: hij maakte veel gebruik van make-up.